# Nouan-le-Fuzelier
Nouan-le-Fuzelier – miejscowość i gmina we Francji, w Regionie Centralnym, w departamencie Loir-et-Cher.
Według danych na rok 1990 gminę zamieszkiwały 2274 osoby, a gęstość zaludnienia wynosiła 27 osób/km² (wśród 1842 gmin Regionu Centralnego Nouan-le-Fuzelier plasuje się na 164. miejscu pod względem liczby ludności, natomiast pod względem powierzchni na miejscu 11.).